# بهائیان در حکومت پهلوی
بهائیان ایران از آغاز ظهور آئین بهائی توسط زمام‌داران وقت تاکنون مورد آزار و اذیت قرار گرفته‌اند. تبعیض علیه این گروه در سه دورهٔ قاجار، پهلوی و جمهوری اسلامی، یک وجه مشترک داشته‌است و آن هم احساس تهدید شدیدی است که روحانیون شیعه از سوی آئین بهائی داشته و دارند که در نتیجهٔ آن بهائیان ایران به یک قربانی دائمی تبدیل شده‌اند. ظهور باب که خود را همان امام زمان که روحانیون شیعه هنوز هم بشارتش را می‌دهند نامیده بود به علاوهٔ تعداد زیادی از تعلیمات بابی و بهائی اعم از سیر تکاملی ادیان، عدم نیاز به روحانیون در این دور جدید، و برابری بین زنان و مردان باعث شد که جامعهٔ بهائی در هر دور به انحاء و درجات مختلف در معرض خشونت‌ها، آزار و اذیت‌ها قرار گیرد. فشار روحانیون قبل از این‌که خود، حاکمیت مملکت را به دست بگیرند، یعنی در دوره‌های حکومت قاجار و پهلوی، بهائیان را همچنین به سپر بلای ناملایمات سیاسی و اجتماعی تبدیل کرد. این‌ها همه در حالی است که بهائیان بر اساس تعالیم خود در سیاست شرکت نمی‌کنند و در پیشبرد جامعه، با وجود محدودیت‌ها، همواره کوشیده‌اند.
بهائی‌ستیزی در دوران حکومت پهلوی اگرچه نسبت به دوران قاجاریان کم‌تر بود، ولی به همان اَشکال سابق ادامه داشت. در دوران قاجار آزار و اذیت‌ها بیشتر از طرف عوامل محلی صورت می‌گرفت و حکومت مرکزی گاهی از این برخوردها حمایت می‌کرد و گاهی به دلیل ترس از دست دادن کنترل با آن‌ها مخالفت می‌نمود؛ اما در دوران پهلوی با قوی‌تر شدن حکومت مرکزی، این، خود دولت بود که به تدریج عامل اصلی آزار و اذیت بهائیان شد. در نتیجه شکل آزار از حرکت‌های تهاجمی عوام در دوران قاجار تغییر کرد و ماهیتی اداری به خود گرفت که بیشتر، همراه با بخشنامه‌ها و آیین‌نامه‌های دولتی بود. برای مثال در قانون اساسی سال ۱۹۰۶ (۱۲۸۵ شمسی) و دیگر قوانین مدنی کشور، حقوق بهائیان هرگز به رسمیت شناخته نشد، و در نتیجه، بهائیان از حقوقی که پیروان سایر اقلیت‌های دینی یعنی یهودیان، مسیحیان یا زردشتیان برخوردار بودند محروم ماندند. همچنین در ۱۹۳۴ دولت به دلیل این‌که یکی از مدارس بهائی در یکی از روزهای تعطیلی بهائی مدرسه را بسته بود، حکم تعطیلی دائم حدود ۶۰ مدرسهٔ بهائی را صادر کرد. چاپ و انتشار آثار بهائی در دوران پهلوی ممنوع بود و ازدواج بهائی به رسمیت شناخته نمی‌شد.
در دورهٔ رضاشاه آرامش نسبی و حتی شکوفایی برای بهائیان ایجاد شد؛ هر چند دورهٔ چندان راحتی هم برای بهائیان نبود؛ با این حال با کاهش نفوذ و قدرت عالمان شیعه از خشونت بر ضد بهائیان کاسته شد؛ ولی حکومت رضاشاه در درازمدت، فعالیت کنترل‌نشدهٔ سازمان‌های اجتماعی و دینی را برنتافت؛ به همین دلیل، مدرسه‌های بهائیان را بست. همچنین حاضر به پذیرش اعتبار اسناد ازدواج بهائیان نشد، انتشار کتاب‌هایشان را ممنوع کرد، برخی از مراکز محلی‌شان را بست و برخی از کارمندان بهائی را اخراج کرده و درجه نظامی برخی از افسران بهائی را تنزل داد.
جدی‌ترین موج آزار بهائیان در دوران پهلوی از سال ۱۹۵۵ (۱۳۳۴) آغاز شد؛ هنگامی که حکومت به محمدتقی فلسفی اجازه داد در رادیوی سراسری بر ضد بهائیان، به وعظ و خطابه بپردازد و عوام را علیه بهائیان بشوراند. موجی از بهائی‌ستیزی در کشور به راه افتاد و در بسیاری از نقاط، بهائیان با قتل و غارت مواجه شدند. شاید یکی از دلایل این موج از بهائی‌ستیزی این بود که شاه به دستگاه روحانیون دینی که به او کمک کرده بودند با کودتا علیه مصدق قدرت را بازپس گیرد احساس دِین می‌کرد.

## نگاهی کوتاه به آئین بهائی
آئین بهائی از طریق تعالیم دو بنیان‌گذار متوالی به وجود آمد. اوّلین آن شخصی بود معروف به باب که در اردیبهشت سال ۱۲۲۳ خورشیدی (مه ۱۸۴۴) اعلام کرد که حامل پیامی از طرف خداوند است که شاخهٔ تشیع اسلام مدّت‌ها تحت عنوان امام دوازدهم منتظر آن بوده‌است. نکتهٔ اساسی در تعالیم باب، مأموریت او جهت آماده‌سازی بشریت برای ظهور من‌یظهرالله، پیام‌آور جهانی الهی که در کتاب مقدّس همهٔ ادیان اصلی پیش‌بینی شده‌است، بود. چنین آموزه‌ای موقعیت روحانیون مسلمان را به مخاطره می‌انداخت زیرا آن‌ها خود را طی سالیان دراز، جانشینان امام دوازدهم به عامهٔ مردم معرفی کرده بودند و با آمدن باب کسب و کار آنان نیز تهدید می‌شد؛ بنابراین آنان با دسیسه و تحریک، حملات گسترده‌ای را بر ضد آئین بابی آغاز کردند و این حملات منجر به اعدام باب در سال ۱۲۲۹ خورشیدی (۱۸۵۰) شد. با این حال، در سال ۱۲۴۲ خورشیدی (۱۸۶۳)، یکی از پیروان برجستهٔ باب که از این حملات جان سالم به در برده بود، نجیب‌زاده‌ای بود ایرانی به لقب بهاءالله. بهاءالله همان شخصی است که باب راه را برای ظهورش آماده کرده بود. در مدّتی بسیار کوتاه، اکثر بابیان به آئین بهائی گرویدند، هم به خاطر جاذبه و تعالیم خود بهاءالله و هم به خاطر علائم تمایز غیرمعمولی که به وی از سوی باب اعطا شده بود. این سرآغاز مأموریت سی ساله‌ای بود که دین و جامعهٔ جهانی مستقلی را به وجود آورد. آئین بهائی یک سیستم مذهبی جدید و مستقل از اسلام یا هر دین دیگر است که در اقصی نقاط جهان استقرار یافته‌است. با این‌که از منظر بهائیان، تمام پیامبران گذشته مثل ابراهیم، موسی، بودا، زرتشت، عیسی مسیح و محمد، از سوی خدا آمده و تنها، بنیان‌گذار آئین‌های مذهبی جداگانه‌ای هستند و بهائیان به همهٔ آن‌ها احترام می‌گذارند، امّا برخی تعالیم آئین بهائی باعث شد که روحانیون شیعه به همان نسبتی که به باب به‌خاطر تعالیمش کینه داشتند به بهاءالله و پیروانش نیز کینه بورزند. یکی از این تعالیم، وحی مترقی است.

### سیر تکاملی ادیان
بر اساس تعالیم بهاءالله، همهٔ حقیقت، از جمله وحی، نسبی است. خدا، ذات حقیقت، چنان فراتر از آفرینش اوست که در طول ابدیت، انسان‌ها هرگز قادر نخواهند بود که تصویری از خدا شکل دهند و به چیزی جز تعمیق پیوسته و عمیق از صفات و خصوصیات خداوند دست یابند. این خصوصیات به‌طور برجسته، دوره به دوره، به واسطهٔ یک سری پیامبر که هدف خداوند را برای بشریت آشکار می‌کنند، نمایان می‌شود. گرچه این پیامبران الهی در طول تاریخ به عنوان مظاهر مستقل و حتّی انحصاری خداوند پنداشته شده‌اند، امّا بهائیان آن‌ها را عاملان یک روند واحد الهی که به تدریج در حال پیشرفت و ترقی است می‌دانند. این آموزه بدان معنی است که پس از بهاءالله هم پیامبران دیگری خواهند آمد امّا مهم‌تر از آن موضع اسلام ارتدکس که محمد خاتِم‌النبیین و در نتیجه حامل وحی نهایی خدا برای بشریت است را رد می‌کند. به همین دلیل از همان اوّل، یعنی از زمان قاجار، علمای امور و روحانیون اسلامی بر آن شدند با تحریف تاریخ و تعالیم آئین بهائی مردم را نسبت به این تعلیم و تعالیم دیگر این آئین، مانند مساوات بین زن و مرد، تحری حقیقت، و منع منبر و روحانی، ناآگاه نگاه دارند و آتش تعصب را در میان عامهٔ مردم شعله‌ور کنند.

### تعصب و ناآگاهی
تعصب عمیق نسبت به بهائیان و آئین آن‌ها، نه تنها در میان روحانیون اسلامی و توده‌های بی‌سواد بلکه بین بسیاری از نخبگان تحصیل‌کرده و طبقهٔ متوسط کشور نیز وجود داشت. این تعصب نهادینه شده بود و خود را به بسیاری از ناظران غربی نیز منتقل می‌کرد. به عنوان مثال، مایکل فیشر، یک مفسر انقلاب ایران، نوشته‌است: حتّی اِعمال عملکردهای مدنی معمول توسط بهائیان نوعی اثبات «توطئهٔ بهائی» تلقی می‌شد. ریچارد کوتام، نویسندهٔ کتاب ملّی‌گرایی در ایران، به مسئلهٔ مشکل‌ساز بودن تنها بحث در مورد موضوع آئین بهائی در کشوری که کلمهٔ بابی مدّت‌ها به‌طور آزادانه به عنوان لقب یا صفتی به همراه کلماتی مانند کافر برای توصیف هر کسی که گوینده به شدّت با او مخالف بود استفاده می‌شد اشاره کرده‌است. این تعصب احتمالاً اوّلین نکتهٔ مهمی است که باید برای درک وضعیت بهائیان در ایران دورهٔ پهلوی و ایران مدرن به خاطر داشت.
نکتهٔ دوم، که به ناسازه‌ای می‌ماند، این است که، در سرزمینی که آئین بهائی از آن‌جا نشأت می‌گیرد، پیش‌داوری‌ها با ناآگاهی نسبت به ماهیت، تعالیم و تاریخ این آئین همراه است. از همان اوایل، پرده‌ای از سکوت این موضوع را احاطه کرد و سیاست‌های حاکم در هر دوره از آغاز ظهور آئین بهائی مسئول این پرده‌پوشی بوده‌است. جامعهٔ بهائی در هر دوره از استفاده از روش‌های معمول ارتباط آن دوره با عموم مردم منع شده بود و هست. به علاوه، حاکمیت در هر دوره، افکار عمومی را در معرض تبلیغات سوء روحانیت مسلمان شیعه قرار داده که در آن نقش جامعهٔ بهائی در ایران، اعتقادات و اهدافش به‌طور نادرست جلوه داده شده‌است.

## بهائیان در زمان حکومت پهلوی
در دوران قاجار، بهائیان در زندگی معمولی در ایران از نظر قانون «غیرانسان» تلقی می‌شدند. ازدواج‌های بهائی به رسمیت شناخته نمی‌شد، قربانیان بهائی همچنین نمی‌توانستند در دادگاه‌ها دادخواهی و مطالبهٔ خسارت بکنند. آن‌ها از حقّ ادارهٔ مدارس محروم بودند، ادبیات آن‌ها ممنوع شد، اجرای مراسم مذهبی‌شان بستگی به رحم و مروت مسئولان محلی داشت، و بهائیان در معرض هرگونه بدرفتاری و خشونت همسایگان مسلمان خود قرار می‌گرفتند. هر از گاهی، روحانی شیعه‌ای که بیش از حد نظر خصمانه نسبت به بهائیان داشت، مردم را تحریک به خشونت علنی علیه بهائیان در شهر یا روستایی می‌کرد که با حداقل دخالت از سوی مقامات مدنی روبه‌رو می‌شد. این اوضاع و جامعه‌ای بود که به خاندان پهلوی به ارث رسید.

### رضاشاه پهلوی (۱۳۰۴ تا ۱۳۲۰ خورشیدی)
پس از انحلال سلسلهٔ قاجار و عزل احمدشاه قاجار که با زمینه‌چینی و تحریک رضاخان سردار سپه صورت گرفت، رضاشاه پهلوی در سال ۱۳۰۴ به سلطنت رسید. با این تغییر، تحولات مهم دیگری نیز اتّفاق افتاد که تأثیرات عمده‌ای بر رفاه جامعهٔ بهائی داشت. با این‌که اکنون روحانیون شیعه در صدد تخریب هرگونه آثار رژیم پهلوی هستند، در آن زمان، روحانیون شیعه در دوره‌های حساس سلطنت پهلوی‌ها در میان متحدان اصلی هم رضاشاه و هم، فرزندش، محمدرضاشاه بودند. تصور این امر مشکل است که در حدود پنجاه و پنج سالی که پهلوی‌ها در ایران حکومت کردند، کنترل اوضاع را بدون حمایت ضمنی و گاه علنیِ روحانیون شیعه به انجام رساندند. اوّلین تحول از همان زمان کودتای رضاشاه به وجود آمد زیرا او بر آن بود که ایران را از حکومت سلطنتی به یک جمهوری ایرانی با الگوگیری از کمال آتاترک تبدیل کند. امّا با مخالفت شدید روحانیون شیعه روبه‌رو شد. برای همین به قم سفر کرد تا نظر طبقات مذهبی را جویا شود. آن‌ها بهترین راه را برکناری حکومت قاجار و بر تاج و تخت نشستن خود رضاشاه دانستند. آیت‌الله‌های برجسته در مراسم تاج‌گذاری رضاشاه شرکت کردند و یک یادگار حسین بن علی را به نشانهٔ مشروعیت رضاشاه به عنوان نه تنها رئیس دولت بلکه نایب‌السلطنهٔ امام زمان، به او هدیه دادند. امّا این رابطهٔ جدید، اندکی پس از شکل‌گیری شروع به فروپاشی کرد زیرا برنامهٔ نوسازی رضاشاه تقریباً تمام جنبه‌های موقعیت روحانیت را تهدید می‌کرد.

#### رضاشاه و بهائیان
تهدید موقعیت روحانیون باعث ایجاد کینه در میان مسلمانان بنیادگرا شد. یکی از برچسب‌هایی قابل توجّهی که این مخالفت رو به رشد علیه رژیم به کار می‌برد، اصطلاح همه-منظورهٔ «بابی» بود که بدون استثنا برای گرایش‌های اصلاح‌طلبانه به کار می‌رفت. بدون شک این درک شاه جدید از قدرت این تعصب غالب بود که عامل تبانی وی و رژیمش در اوّلین واقعهٔ بزرگ ضد بهائی شد. در آوریل سال ۱۹۲۶، تنها چند ماه پس از تاج‌گذاری رضاشاه، بهائیان جهرم به تحریک روحانی آن محل به نام سیّد علی پیشنماز، قتل‌عام شدند. با این‌که فرماندار محلی ارتش، امیر لشکر، روحانیون و حوزویانی که عامل این قتل‌ها بودند را دستگیر کرد تا زمانی که دستور از تهران برسد، امّا این قربانیان بودند، نه عاملان، که شاه مخالفتش را نسبت به آن‌ها نشان داد. چیک می‌نوسید: «... اعلی‌حضرت، رضاشاه، به همهٔ دفاتر پستی و تلگرافی دستور داده‌اند که دادخواست‌ها یا شکایات بهائیان را نپذیرند. هیچ‌کس به دلیل قتل‌عام بهائیان در جهرم در ۷ آوریل مجازات نشده‌است. سیدهای دستگیرشده آزاد شده‌اند».
پس از این‌که رژیم رضاشاه به‌طور مستحکم‌تری استقرار یافت، رضاشاه نشان داد که ممکن است آماده باشد تا حد محدودی به رعایای بهائی خود تحمل‌پذیری و حمایت مبذول دارد. در این مقطع از زمان، بیش از نیم قرن از کشت و کشتارهای اوّلیّهٔ دورهٔ بابی می‌گذشت و خصومت با آن جامعه به آرامی در حال کاهش بود، امّا تعصب عمومی همچنان ادامه داشت. همان‌طور که برنامهٔ نوسازی شاه شتاب بیشتری می‌گرفت، برخی اصولی که بهائیان بر آن باور داشتند و بر آن اساس شناسایی می‌شدند، در بین طبقهٔ تحصیل‌کرده نیز رواج پیدا کرد. بهائیان امیدوار بودند که دورهٔ جدید و لیبرال‌تر امکان این را به آن‌ها بدهد تا در آن سهیم شوند. رضاشاه هم به این درک رسیده بود که بهائیان از توانایی‌های بالایی برخوردار هستند. جدا از تعالیم اجتماعی مترقی، بهائیان از دو اصل دینی پیروی می‌کردند که تحسین هر رژیم درگیر بحران را نسبت به خود جلب می‌کرد: یکی وفاداری آن‌ها به دولت مدنی و دیگری پرهیز آن‌ها از هرگونه دخالت در تحریک سیاسی حزبی بود.
طی سال‌های اوّلیّهٔ سلطنت خود، رضاشاه تعدادی از بهائیان را به سِمَت‌های مهم در مدیریت مدنی، به ویژه شاخه‌های دولتی مرتبط با امور مالی منصوب کرد. اگرچه، برای آرام نگاه داشتن روحانیون شیعه، قوانینی تصویب شد که اشتغال عمومی بهائیان را در خدمات کشوری محدود می‌کرد، امّا بهبودهای جزئی در وضعیت بهائیان شروع به ظاهر شدن کرد. بهائیان همچنین می‌توانستند به میزان محدودی روی محافظت در برابر آزار و اذیت حساب کنند و سرانجام مجاز به افتتاح مدارس شدند. از آن‌جا که این مدارس به سرعت به شهرت برتری دست یافتند، خاندان سلطنتی بر آن شدند تا فرزندان خود را نیز در این مدارس ثبت نام کنند. بر این اساس، این امکان وجود داشت که با گذشت زمان، قوانین محدودکننده برداشته شود و سرانجام تعصب و خصومت از بین برود. امّا عواملی از این امر جلوگیری کردند.
مهم‌ترین آن موقعیت روحانیون شیعه در استفاده از اتهام «بابیه» به عنوان تنها سلاح ایمن در انتقاد از رژیم بود. این کلمه هنوز چنان ذهن ایرانیان را مغشوش می‌کرد که حتّی یک حاکم قدرتمند مانند رضاشاه نمی‌توانست خود را با «بابیه» مرتبط سازد بدون این‌که خطر از دست دادن وفاداری اقشاری از مردم را بپذیرد. در آن واحد، رضاشاه خود را خبره در فلسفهٔ تفرقه بینداز و حکومت کن که نقش مهمی در تداوم رژیم پهلوی داشت نشان می‌داد. هرچه جامعهٔ بهائیان در معرض خطر و آسیب‌پذیری بیشتری قرار می‌گرفت، گمان می‌رفت که به حسن نیت حاکم بیشتر وابسته خواهد شد. از این رو وسوسهٔ خشونت علیه این جامعه، زمانی که منافع حکومت ایجاب می‌کرد، بیشتر می‌شد. این نگرش با دشمنی‌ای تقویت شد که به نظر می‌رسد خود شاه به تدریج نسبت به جامعهٔ بهائی در خود پرورش داده بود. از نظر او، سلطنت به نقطهٔ کانونی زندگی ایرانیان تبدیل شده بود، نقطهٔ اتکایی که وی می‌توانست توسط آن ملّت را به قرن بیستم بکشاند. رضاشاه خواستار این بود که کسانی که به او خدمت می‌کنند، سلطنت را در اولویت وفاداری خود قرار دهند. امّا، او آگاه شد که وفاداری رعایای بهائی، خود از یک وفاداری دیگر به دست آمده‌است. از آن‌جا که وفاداری به اقتدار مدنی یکی از اصول اعتقادی بهائیان بود، این وفاداری به ایمان آنان به آئین بهائی مشروط بود. برای مثال، بهائیانی که قابلیت آن را داشتند بی‌درنگ به کار در خدمات دولتی می‌پرداختند امّا کاملاً از پذیرش پست‌های سیاسی امتناع می‌ورزیدند.
همین امر باعث شد که دولت شروع به رسمیت بخشیدن به یک سیاست تبعیض‌آمیز کند که مشخصهٔ رفتار علیه جامعهٔ بهائی در پنج دههٔ آینده شد. بهائیان در واقع به یک دریچهٔ اطمینان برای رژیم تبدیل شدند. بهائیان تنها هدفی بودند که روحانیون شیعه مجاز بودند علیه آن ناکامی فزایندهٔ خود را از محدودیت‌هایی که حتّی علما هم مجبور بودند در آن زندگی کنند، تخلیه کنند.
در قانون اساسی سال ۱۹۰۶ (۱۲۸۵ شمسی) و دیگر قوانین، حقوق بهائیان به رسمیت شناخته نشد، و در نتیجه، بهائیان حقوقی همانند دیگر مذاهب، یعنی یهودیان، مسیحیان یا زردشتیان نداشتند، زیرا حقوق مدنی پیروان این ادیان بر اساس اهل کتاب بودن آنان محسوب می‌شد. مؤسّسات بهائی از داشتن یک ماهیت حقوقی محروم بودند، در حالی که در دیگر ممالک ماهیت حقوقی آنان به رسمیت شناخته می‌شد. از سال ۱۹۳۳، ازدواج‌های بهائی به رسمیت شناخته نمی‌شدند و برای کسانی که بر اساس قوانین بهائی ازدواج می‌کردند، مجازات زندان تعیین می‌گردید. حملات علیه بهائیان در مطبوعات آزادانه مجاز بود و نشریات و مجلات، مجاز به چاپ نوشته‌های بهائی نبودند، گرچه مجلات و کتب بهائی می‌توانستند فقط تایپ شده و غیر ماشینی ارائه شوند؛ مراکز بهائی اکثراً بسته می‌شدند و جلسات آن‌ها یا ممنوع بودند یا مختل می‌شدند.
تعدادی از گورستان‌های بهائیان نیز مصادره شد و بهائیان از خدمات عمومی یا تنزل درجه یافتند یا اخراج شدند. سرانجام، مدارس مشهور بهائی که دانش‌آموزان غیربهائی نیز در آن تحصیل می‌کردند در ماه مه ۱۹۳۴ (خرداد ۱۳۱۳ شمسی) تعطیل شدند. بار دیگر، جامعهٔ بهائی به جایگاه سابق خود به عنوان اقلیت ممنوع و منفور فرو نشست.
اگرچه همهٔ این حوادث در درخواست‌های فوری به مراجع مرکزی برای جبران خسارت ثبت شده بود، امّا به این تظلم‌خواهی‌ها پاسخی داده نمی‌شد. بر عکس، خیلی زود مشخص شد که رضاشاه، خودش پشت بسیاری از این سوءاستفاده‌ها است. رضاشاه در این کارزار، شخصاً افسران ارتش و کارمندان دولت را وادار به ترک ایمان خود می‌کرد؛ امّا وقتی این فشارها نتوانستند به سرانجام برسند، رضاشاه به سرپرست ستاد ارتش، ژنرال ضرغامی، دستور داد تا یک دستور کلی مبنی بر این‌که «دینی که جامعهٔ بهائی خود را با آن تعریف می‌کند رسمیت ندارد» و این‌که به هیچ‌وجه نباید کلمهٔ بهائی در فرم‌های شناسایی درج شود، منتشر کند.
در نتیجه، تعصبات ضدبهائی که با گذشت هشت دهه از تحولات دههٔ ۱۸۵۰، ضعیف شده بود احیا و نهادینه شد. با این‌که ساختار کامل یک رژیم تمامیت‌خواه تا مدّتی بعد شکل نگرفت، چندین عنصر در دورهٔ رضاشاه ظهور کرده بود که آزار و اذیت علیه بهائیان را تدریجاً به یک پدیدهٔ سیستماتیک تبدیل کرد و رفاه این جامعه را تهدید نمود.
پادشاهی رضاشاه، بنیان‌گذار دودمان پهلوی، تا سال ۱۹۴۱ یعنی تا زمانی که نیروهای متفقین یعنی شوروی و انگلستان ایران را به اشغال درآوردند، ادامه یافت. فرزندش محمدرضاشاه یعنی آخرین پادشاه ایران پس از عزل رضاشاه جانشین او گردید.

### محمدرضاشاه پهلوی (۱۳۲۰–۱۳۵۷)
پس از این‌که رضاشاه در سایهٔ جنگ جهانی به تبعید فرستاده شد و پسرش، محمدرضاشاه، بر تاج و تخت منصوب شد، این تصور ایجاد شده بود که کشور به دورهٔ جدیدی از آزادی اجتماعی وارد شده‌است. احزاب سیاسی تأسیس شدند و قدرت از سلطنت به مجلس منتقل شد. جامعهٔ بهائی نیز امیدوار بود که امکان برداشته شدن محدودیت‌ها علیه جامعه به‌وجود آید. امّا روحانیون شیعه از این تغییر استفاده کرده و با این‌که، در بیشتر موارد، آن‌ها پست‌های دولتی را به عهده نمی‌گرفتند یا خود را در عضویت در حزب درگیر نمی‌کردند، امّا مجتهدین برجسته، رهبران عقیدتی بسیاری از تحولات سیاسی آن دوران بودند. این کاملاً طبیعی بود چون بر اساس نظریهٔ شیعه، همهٔ اختیارات سیاسی متعلق به امام زمان است. در این میان، طرز برخورد با جامعهٔ بهائی آسان‌ترین نقطهٔ مشترکی بود که دولت و علما توانستند با هم پیدا کنند. از یک رو، علما اعتماد به نفس تازه پیدا کرده بودند و در پی توافقی بزرگ بین خود و شاه بودند. دولت هم به نوبهٔ خود به‌طور فوری به موضوعی نیاز داشت تا توجّه را از دو پروژهٔ حیاتی امّا بسیار آسیب‌پذیر منحرف کند: یکی جبران خسارت سهامداران نفت انگلیس و ایران که توسّط محمد مصدق ملّی شد و دیگری تصمیم دولت ایران برای پیوستن به پیمان بغداد. بخش وسیعی از مردم هر دو پروژه را دو مثال مصور دیگری از سلطهٔ ایران توسط قدرت‌های غربی قلمداد می‌کردند و اگر روحانیت تصمیم می‌گرفت که یک اعتراض عمومی را ترتیب دهد، این رژیم به ویژه آسیب‌پذیر می‌شد.

#### محمدرضاشاه و بهائیان
در چنین وضعیتی، بهائیان هدف وسوسه‌انگیزی بودند. به عقیدهٔ دیوید هاسی، محمدرضا پهلوی معمولاً وقتی که با علمای مذهبی وارد چالش می‌شد، به قربانی کردن بهائیان مبادرت می‌نمود. این تنش‌ها باعث شده که علمای مذهبی وارد سیاست حکومت پهلوی شوند و در آن نقش مهمی را ایفا کنند. به عقیدهٔ هاسی، شاهان پهلوی کاملاً مایل بودند که از جامعهٔ بهائیان به عنوان قربانی به منظور بهبود تنش در روابط بین علمای مذهبی و حکومت استفاده کنند. از این سیاست تبعیض علیه بهائیان نه تنها در زمان محمدرضاشاه بلکه در زمان رضاشاه نیز به عنوان دست‌آویزی برای امتیازدهی به روحانیون و ارباب عمائم استفاده می‌شد. بازهٔ زمانیِ سال ۱۹۴۱ تا سال ۱۹۵۵ با پیوند و ارتباط بین روحانیون و دربار و خطر فیزیکی برای بهائیان با موارد بی‌شماری از آوارگی‌ها، و به آتش کشیدن خانه‌ها و محل کارِ بهائیان همراه بود. این اعمال علیه بهائیان که به عنوان قربانی انتخاب شده بودند به علت تعاملات گوناگون بین روحانیون، دولت و بخشی از جامعه صورت می‌گرفت. در خلال این مدّت، بیشتر انجمن‌های اسلامی با برنامهٔ کاری و کارزار ضد بهائی در اکثر شهرهای ایران شکل گرفت.
جدی‌ترین موج آزار بهائیان در دوران پهلوی از رمضان ۱۳۳۴ (۱۹۵۵ میلادی) آغاز شد؛ هنگامی که به درخواست بروجردی حکومت به محمدتقی فلسفی اجازه داد در رادیوی سراسری بر ضد بهائیان، به وعظ و خطابه بپردازد و عوام را علیه بهائیان بشوراند. فلسفی در سخنرانی‌هایش خواستار سرکوب آئین بهائی به عنوان یک «مذهب جعلی» و خطرناک برای امور جامعه شد. موجی از بهائی‌ستیزی در کشور به راه افتاد و در بسیاری از نقاط بهائیان با قتل و غارت مواجه شدند. یکی از دلایل این موج از بهائی‌ستیزی این بود که شاه به دستگاه روحانیون دینی که به او کمک کرده بودند با کودتا علیه مصدق قدرت را بازپس گیرد احساس دِین می‌کرد. این کار همچنین برای منحرف کردن افکار عمومی از سیاست‌های نامحبوب شاه انجام شد. در اثر تحریکات روحانیون در تهران، دولت دستور مصادرهٔ دارایی‌ها و املاک بهائی را در شهرهای مختلف کشور صادر نمود. اوضاع با تصمیم دولت در تصرف مقر ملّی جامعهٔ بهائی و اقدام به تخریب گنبد حظیرةالقدس بدتر شد. در نتیجهٔ تشویق دولت توسط علمای مذهبی، برای اقدام علیه بهائیان، مقامات به‌طور مستقیم در تخریب گنبد مرکز بهائیان (حظیرةالقدس) در تهران دخالت کردند. در تهران، در مقابل گزارش‌گران کشورهای خارجی، روحانیون کلنگ در دست در معیت فرماندهان ارتش اقدام به مشارکت در تخریب گنبد حظیرةالقدس نمودند.
رئیس ستاد ارتش، نادر باتمانقلیچ، و فرماندار نظامی تهران، تیمور بختیار، که بعداً رئیس ساواک شد، به نمایندگان روحانیون پیوستند تا شخصاً در تخریب این ساختمان شرکت کنند. همان زمان، دولت اعلام کرد که دستور سرکوب کلیهٔ فعّالیّت‌های «فرقهٔ بهائی» را صادر کرده‌است. بلافاصله موجی از خشونت ضد بهائی کشور را فرا گرفت. در این دوره تعداد زیادی از بهائیان به قتل رسیدند یا اموالشان مصادره و تخریب شد، بعضی مورد تجاوز جنسی قرار گرفتند و بهائیانی که در دولت کار می‌کردند اخراج شدند و اقدامات متعدد دیگری برای آزار بهائیان به صورت فردی یا گروهی انجام شد. خانهٔ باب در شیراز، مهم‌ترین مکان مقدّس بهائیان، غارت و تخریب شد. گورستان‌های بهائیان توقیف و برای تخریب به دست اوباش سپرده شد. اجساد بهائیان در خیابان‌ها کشانده و در ملاء عام سوزانده شد.

ویران‌سازی حظیرةالقدس تهران به دستور ارتش در زمان محمدرضا پهلوی
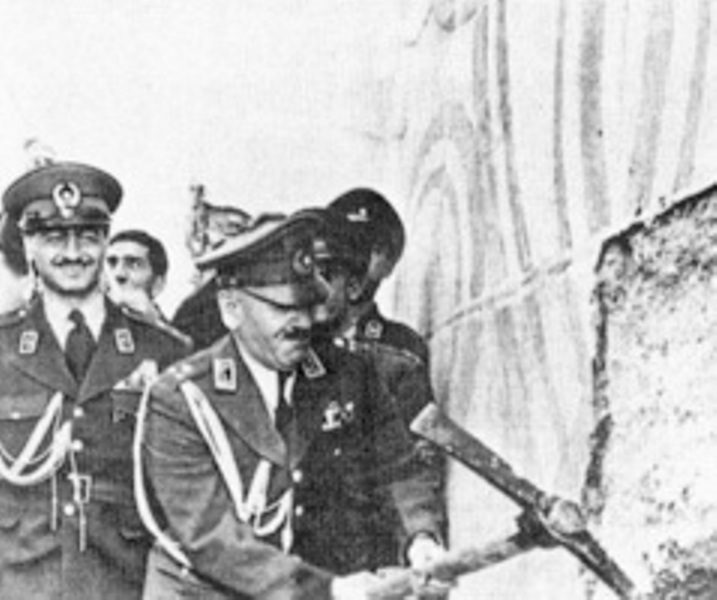
سپهبد نادر باتمانقلیچ، ژنرال ارتش شاهنشاهی ایران در حال تخریب حظیرةالقدس به سال ۱۹۵۵
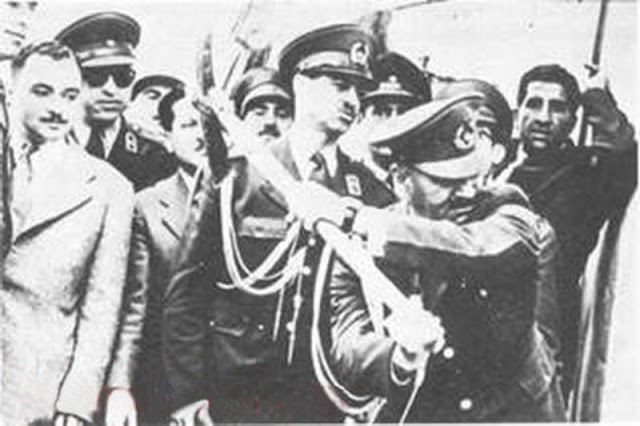
سپهبد نادر باتمانقلیچ، در حال تخریب حظیرةالقدس، با چراغ سبز محمدرضاشاه پهلوی
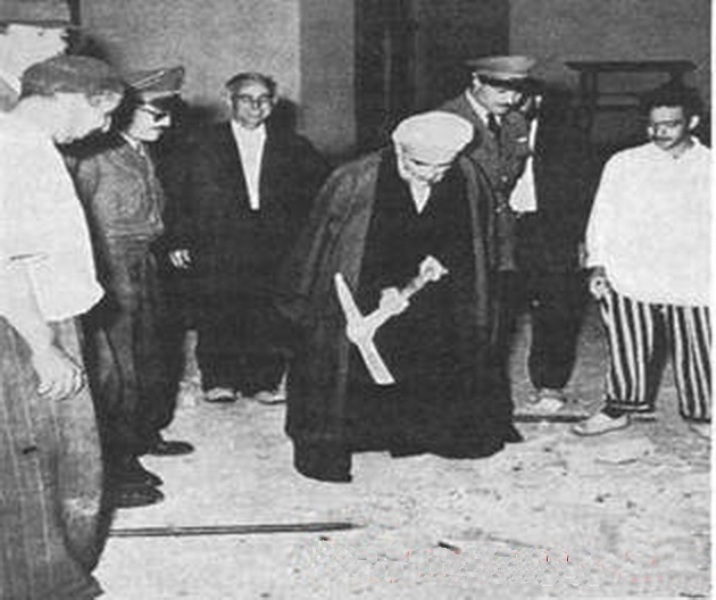
محمدتقی فلسفی، در حال تخریب حظیرةالقدس
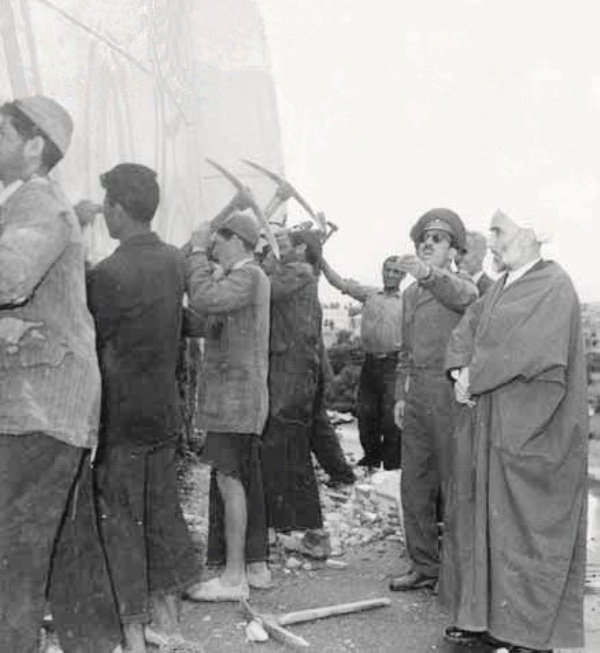
محمدتقی فلسفی در حال تماشای تخریب حظیرةالقدس
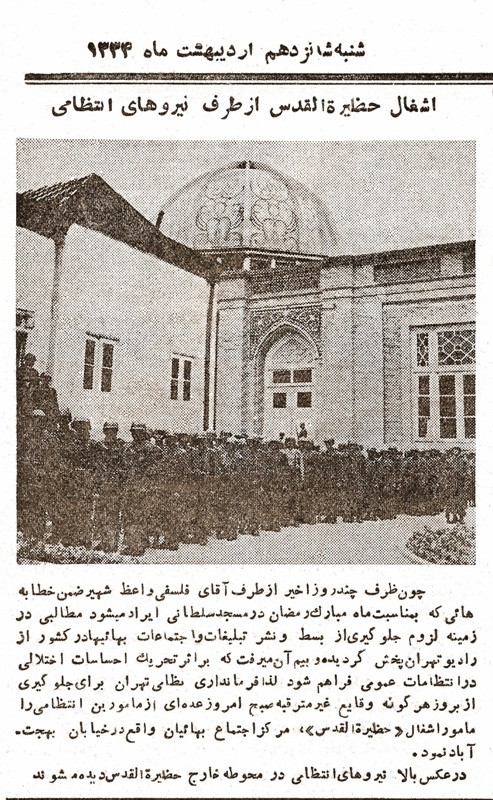
قسمتی از روزنامه، در مورد تسخیر و اشغال حظیرةالقدس توسط ارتش شاهنشاهی ایران

به نوشتهٔ شاهرخ اخوی، در ۹ مه همان سال متن تلگرام تبریک سید عبدالله بهبهانی به سید حسین طباطبایی بروجردی و شاه به خاطر تخریب گنبد مرکز بهائیان در تهران و تصرف آن توسط نظامیان در مطبوعات منتشر شد. بهبهانی ارتش شاهنشاهی ایران را ارتش اسلام نامید و به شاه اطمینان داد که این اقدام او باعث برانگیخته شدن شور هواداری از او از سوی مؤمنان می‌شود. او درخواست کرد سالگرد این روز به عنوان یک روز تعطیل دینی در نظر گرفته شود. بروجردی، مقتدرترین روحانی کشور، که آغازگر این آزار و کشتار بود، نامه‌ای سرگشاده به فلسفی به خاطر خدماتش هم به اسلام و هم به سلطنت منتشر کرد. در این نامه، آئین بهائی به عنوان یک توطئه توصیف شده بود که دولت و همچنین دین ملّی را به خطر می‌اندازد و خواستار پاکسازی عمومی بهائیان از همهٔ مناصب خدمات عمومی شد. امّا فشار جامعهٔ جهانی بهائی، مطبوعات خارجی، سازمان ملل متحد و کشورهای خارجی باعث شد که شاه نتواند مقاومت کند. به مجرد پخش اخبار جنایت، تجاوز و غارت علیه اعضای جامعهٔ بهائی ایران، موجی از مخالفت‌های بین‌المللی از طریق رسانه‌ها علیه دولت ایران به دلیل این‌که اجازهٔ چنین رفتارهایی را داده بود، به راه افتاد. این آبروریزی، شاه را که نگران چنین انتقادهایی از سوی خارج بود، مجبور کرد که همکاری خود را با روحانیون متوقف کند و جلوی آنچه در حال رخ دادن بود را بگیرد.
مطالعهٔ اخوی در مورد تقابل حاصل شده میان سخنگویان شاه و نمایندگان نهاد روحانیت، نمای گویائی از نیروهایی که در این بحران در جریان بودند به‌دست می‌دهد. روحانیون خواستار قانونی بودند که آئین بهائی را غیرقانونی اعلام کند، خدمت به این آئین را یک جرم کیفری تلقی کند و مجازات‌های مناسبی تعیین کند: حبس به جرم بهائی بودن، توقیف کلیهٔ املاک بهائیان و پرداخت عواید حاصل از آن برای استفادهٔ مؤسّسات تبلیغات اسلامی، ترخیص همهٔ بهائیان از خدمات عمومی و منع هر نوع فعّالیت مذهبی بهائیان. سخنگویان روحانیت در مجلس خود را در برابر کابینه‌ای یافتند که اگرچه آن‌ها را مطمئن می‌ساخت که برای محافظت از اسلام همهٔ راه‌ها «در چارچوب قانون» به کار گرفته خواهد شد، امّا سرسختانه از معرفی قانونی که اهداف علما را محقق سازد خودداری می‌کرد. همچنین دولت نگرش رسمی خود را نسبت به آئین بهائی اعلام نمی‌کرد. اعمال رژیم نسبت به جامعهٔ بهائی تنها به بحث در مجلس خلاصه شده بود. پایان بحران ۱۹۵۵ به این معنا نبود که وضعیت کلی جامعهٔ بهائیان در ایران بهبود یافته بود.
به هر حال، نبود اِعمال فشار زیادی از سوی جامعهٔ جهانی موجب عدم تضمین حقوق شهروندی برای بهائیان گردید و استخدام اعضای جامعهٔ بهائی در ادارات و سازمان‌های دولتی، همچنان غیرقانونی باقی ماند، هرچند به‌کارگیری چنین منعی، بستگی به نظر مدیران در بسیاری از مکان‌ها و زمان‌ها داشت. قانون استخدام دولتی ایران در سال ۱۹۶۶، صریحاً تأکید داشت که کارمندان مشاغل دولتی نباید هیچ‌گونه باورهای ضاله داشته باشند که اشاره‌ای تحقیرآمیز به دیانت بهائی بود. مسلمان، یهودی، مسیحی یا زردشتی بودن برای همیشه به عنوان شرایط قانونی لازم برای استخدام دولتی اضافه گردیده بود و به این معنی بود که بهائیان حقّ استخدام شدن در ادارات و سازمان‌های دولتی را نداشتند. هرچند بسته به نظر مسئولان، برخی‌ها می‌توانستند قبول کنند که بهائیان قسمت دین را در فرم‌های استخدامی به صورت سفید باقی بگذارند.
در مسئلهٔ بهائیان، محمدرضاشاه ضعف رژیم خود و آسیب‌پذیری آن در برابر فشارهای داخلی و خارجی را تشخیص داده بود. در نتیجه یک سری برنامه‌ها با هدف ایجاد دستگاه شبه‌توتالیتر آغاز کرد. این تحولات به ویژه پیامدهای سنگینی را برای جامعهٔ بهائی به همراه داشت. شواهدی وجود دارد دال بر این‌که گروه‌های اسلامی بین دههٔ ۱۹۶۰ تا ۱۹۷۰ به آزار بهائیان ادامه دادند و حتّی علیه بهائیان با ساواک همکاری کردند.
در دو سال آخر حکومت شاه، به مجرد این‌که مشکلات سیاسی او فزونی یافت، روال آزار و اذیت گذشته دوباره خودنمایی کرد. روال آزار و اذیت گذشته دوباره با کشتن و تهمت به بهائیان به‌عنوان علّت مشکلات مملکت و لزوم تنبیه آنان در رسانه‌های جمعی بالا گرفت. نتایج متعاقب آن حملات، یورش‌های پراکندهٔ اوباش همراه با به آتش کشیدن‌ها و غارت علیه بهائیان در قسمت‌های مختلف کشور بود.
در دوران پهلوی، هر چند بهائیان به عنوان بزرگ‌ترین اقلیت مذهبی در ایران باقی ماندند امّا حقوق بنیادین بهائیان توسط این دو پادشاه به طرق گوناگونی انکار گردید، از جمله عدم اجازهٖٔ ثبت ازدواج، فشار به پارلمان برای بستن حداقل ۴۷ مدرسه که توسط بهائیان تأسیس گردیده بود و مدیریت می‌شد ولی به روی کلیهٔ مردم صرف‌نظر از پیشینهٔ مذهبی‌شان باز بود، جلوگیری خودسرانه از چاپ تألیفات بهائی، تنزل مقام، اخراج، عدم درنظر گرفتن حقّ بازنشستگی برای بهائیانی که شاغل در خدمات عمومی بودند و از انکار دین خود امتناع می‌ورزیدند و عدم صدور مجوز برای ثبت موقوفات بهائی به نام جامعهٔ بهائی. در گردهمایی جوانان در ۱۳ اوت ۱۹۳۳ در مدرسهٔ دخترانهٔ تربیت، لااقل ۴۷ باب از این نوع مدرسه که توسط بهائیان اداره می‌شد تحت فشار حکومت پهلوی در سال ۱۹۳۴ تعطیل گردید. کناره‌گیری اجباری رضاشاه از سلطنت و به تخت نشستن محمدرضاشاه در سال ۱۹۴۱، تجدید حیات بیشتر در نفوذ رهبران مسلمان شیعه را به همراه داشت.

### بهائیان و مناصب دولتی
در دورهٔ زمام‌داری رضاشاه و محمدرضاشاه، تعداد اندکی از بهائیان باصلاحیت و امانت‌داری منحصر به فرد در مقام‌هایی که نیاز به افراد مورد وثوق و عاری از فساد برای تصدی آن بود، به کار گماشته شدند. این در صورتی است که در زمان پادشاهی محمدرضاشاه، بهائیان به صورت هدف‌مند و مصرانه به عنوان یک گروه اجتماعی از طرف حکومت، نادیده گرفته شدند. هر چند در موارد نادری که به چنین مقام‌هایی می‌رسیدند، از آن‌ها به عنوان فرقهٔ ضاله یاد می‌شد و حتّی موفق‌ترین و برجسته‌ترین بهائیان، غالباً هرگز مجاز نبودند خود را به عنوان بهائی مورد شناسایی قرار دهند.
الیز ساناساریان می‌نویسد، نظر متداول مسلمانان و همین‌طور غیرمسلمانان ایرانی بر این است که در دوران حکومت محمدرضا پهلوی، بهائیان از مزایای خاصی برخوردار بودند. هرچند که بهائیان در آن زمان دارای تحصیلات عالی بودند همچنین آموزه‌های مذهبی بهائیان در وفاداری و عدم خیانت به حاکمیتی که تابعیت آن را دارند و عدم دخالت در سیاست، ایشان را گزینه‌های مناسبی برای تصدی پست‌های دولتی می‌نمود؛ امّا ایشان همواره قربانی بین تعاملات محمدرضا پهلوی و علما بودند. دیوید هاسی می‌نویسد که یکی از اقدامات مهم علیه بهائیان توسط حکومت پهلوی، اجازه به علمای مذهبی محافظه‌کار برای تأسیس انجمن حجتیه در سال ۱۹۵۳ بود. به عقیدهٔ هاسی، ساواک به این انجمن کمک می‌کرد.
در مورد بهائی بودن پزشک شخصی شاه، عبدالکریم ایادی، مطالب زیادی نوشته شده‌است (واقعیتی که معمولاً در جنجال‌های ضد بهائی برای تلاش در برقراری روابط بین رژیم سابق، به ویژه حکومت سلطنتی و بهائیان ایران توسط نظام جمهوری اسلامی به‌طور گسترده‌ای منتشر می‌شود). ایادی بیش از تنها یک پزشک بود. به‌طور رسمی، او پزشک شاه بود، پستی که ماهیتی سیاسی نداشت. وی که بسیار مورد اعتماد شاه بود، رئیس دفتر بهداشت ارتش نیز بود، موقعیتی که وی را مسئول کلیهٔ خریدهای دارویی، هم برای ارتش و هم برای سازمان بیمه‌های اجتماعی می‌کرد. خاطرات یک ایرانی که مدّت‌ها به‌طور مستقیم نحوهٔ مدیریت ایادی را مشاهده کرده بود، او را شخصی بسیار سخت‌کوش و مسئول جلوه می‌دهد. در حالی که دربارهٔ قدرت و نفوذ ایادی به دلیل همجواری وی با شاه مطالب زیادی نوشته شده‌است، واقعیت این است که در جریان مبارزه با آئین بهائی در سال ۱۹۵۵، زمانی که بهائیان بیشترین نیاز به محافظت داشتند، وی به مدّت ۹ ماه به ایتالیا اعزام شد، ظاهراً برای جلوگیری از تحریک روحانیون به علّت حضور یک بهائی در دربار شاه. علی‌رغم موقعیت ایادی، وی همیشه تحت نظارت ساواک بود (نشانه‌ای از خصومت علیه بهائیان) همزمان با رشد ناآرامی‌های سیاسی در کشور در آخرین سال سلطنت خود، شاه ایادی را از سمت پزشک شخصی خود برکنار کرد. ایادی قبل از پیروزی انقلاب ۱۳۵۷، ایران را ترک کرد.
شخص دیگری که بهائی بود و تحت حاکمیت محمدرضاشاه نقش برجسته‌ای را بر عهده داشت، اسدالله سنائی بود. در زمانی که محمدرضا پهلوی ولیعهد بود، سنائی به عنوان رئیس دفتر او منصوب شد. بعداً سنائی به سمت وزیر جنگ رسید. از آن‌جا که این یک سِمَت سیاسی بود و بهائیان بر اساس موازین آئین بهائی در سیاست دخالت نمی‌کنند و چنین سمت‌هایی را قبول نمی‌کنند، از طرف جامعهٔ بهائی به او توصیه شد که از این سمت استعفا دهد. امّا شاه از قبول استعفای او خودداری کرد. وقتی سنائی تصمیم گرفت که از سمت خود کناره‌گیری نکند، حقوق اداری بهائی خود را از دست داد.
بیشتر افراد برجسته در مناصب سیاسی که معمولاً در روایت جمهوری اسلامی از آن‌ها به عنوان بهائی یاد می‌شود، بهائی نبودند. برخی از این افراد از خانواده‌های بهائی بودند یا اجداد بهائی داشتند، امّا هرگز خود را با این دین هم‌ذات‌پنداری نکردند و حتّی علناً وفاداری خود را به اسلام ابراز داشتند. این امر در مورد امیرعباس هویدا که پدربزرگش بهائی بود، امّا پدرش از دین فاصله گرفته بود، صدق می‌کرد. او یک موقعیت سیاسی را پذیرفت و با یک زن مسلمان ازدواج کرد. هویدا به عنوان یک مسلمان تربیت شد، امّا این مانع از ابراز نارضایتی علما از نخست‌وزیری او نشد. خود شاه می‌دانست که هویدا بهائی نیست و گفته می‌شود که از شایعات خلاف آن عصبانی شده بود. هویدا برای اثبات بهائی نبودن خود، قدم‌هایی مانند اجرای سفت و سخت‌تر قانون استخدام دولت که محدود به مسلمانان و اقلیت‌های مذهبی به رسمیت‌شناخته‌شده بود، برداشت که در نتیجهٔ آن بهائیان از استخدام ممنوع شدند. از قضا، وی همچنین به یک بهائی معروف به نام علی‌محمد خادمی که رئیس شرکت‌های هواپیمایی ملّی ایران (هما) بود پیشنهاد پست جدید وزیر حمل و نقل را داد، پیشنهادی که خادمی با بیان صریح اعتقادات مذهبی خود آن را رد کرد زیرا این پست، ماهیتی سیاسی داشت.
شخص دیگری که منصب سیاسی داشت و بهائی نبود امّا با این وجود در روایت‌های تاریخی جمهوری اسلامی او بهائی معرفی شده‌است، پرویز ثابتی، نفر دوم در فرماندهی ساواک، بود. ثابتی در یک خانوادهٔ بهائی متولد شد امّا پدرش حقّ شرکت در امور جامعهٔ بهائیان را از دست داده بود و خود پرویز نیز هرگز بهائی نشد. این امر توسط محفل روحانی بهائیان ایران در تاریخ ۱۵ فروردین ۱۳۵۸ (۴ آوریل ۱۹۷۹) تأیید گردید. ثابتی خود در زندگی‌نامهٔ کوتاهی که ظاهراً زمانی که قصد داشت به ساواک بپیوندد نوشته شد ادعا کرد که در حالی که والدین او بهائی بودند، وی از ابتدای دبیرستان خود را مسلمان می‌دانست. امّا در مصاحبه‌ای، او تصریح کرد که به هیچ دینی اعتقاد ندارد و در اظهارات تحقیرآمیز خود نسبت به آئین بهائی دریغ نکرد.
از جمله موفق‌ترین بهائیان ایرانی این دوره حبیب‌الله ثابت، یک کارآفرین و صنعتگر بود که شرکت‌هایش بیش از ده هزار نفر شاغل داشت. او از خردسالی ذکاوت جدی در کسب‌وکار از خود نشان داد و به تدریج از راه‌های ابتکاری و موفقیت‌آمیز ثروت کلانی کسب کرد. او تلویزیون را به ایران آورد که به محض ورود تحت تصرف دولت درآمد. همچنین ثروتش، او را با افراد تأثیرگذار در تماس قرار داد. در سال ۱۹۵۳، زمانی که او در نیویورک بود، تاج‌الملوک آیرملو، مادر محمدرضاشاه به آن‌جا سفر کرد. با توجّه به اوضاع سیاسی آن زمان ایران، اعضای سفارت ایران تمایلی به پذیرش وی نداشتند. زمانی که ملکهٔ مادر از کشتی پیاده می‌شد پایش شکست و ثابت و همسرش او را به بیمارستان بردند و از او مراقبت کردند. این حادثه آغاز رابطهٔ دوستانهٔ این زن و شوهر و ملکهٔ مادر بود که سال‌ها به طول انجامید. طی کارزار ضدبهائی سال ۱۹۵۵، ثابت سعی کرد با استفاده از ارتباطات خود خطراتی که بهائیان را تهدید می‌کرد کاهش دهد.
وقتی که انقلاب ۱۳۵۷ باعث فروپاشی کامل سلطنت محمدرضاشاه پهلوی در ۱۱ فوریهٔ ۱۹۷۹ گردید، حکومت سلسلهٔ پهلوی و پادشاهی چندهزار سالهٔ ایران هم‌زمان به پایان رسید و حکومت ایران از پادشاهی تبدیل به جمهوری اسلامی شد. تغییر حکومت، روحانیون شیعه را به قدرت سیاسی رساند و آن‌ها با رسیدن به چنین قدرتی تبعیض و خشونت علیه بهائیان را به یک روند چندوجهی و نمادین نظام‌مند (سیستماتیک) تبدیل کردند. روی هم رفته میزان حملات فیزیکی و جنایت علیه بهائیان در دورهٔ سلطنت پهلوی نسبت به قبل کاهش یافت و نسبت به آنچه که حکومت جمهوری اسلامی بر بهائیان روا داشته و می‌دارد به‌مراتب کمتر بود.

### برخی بهائیان سهیم در کارآفرینی و خدمات اجتماعی پیش از انقلاب ۱۳۵۷
1. خلیل ارجمند یکی از پایه‌گذاران صنایع ارج (نخستین و بزرگ‌ترین تولیدکنندهٔ لوازم خانگی در ایران) بود.[۸۵][۸۶]
2. نصرالله باقراف هم بنیان‌گذار «گراند هتل»، اوّلین هتل مدرن ایران، بود و هم پایه‌گذار «گراند سینما».[۸۵]
3. حسین خان ضیاءالحکما پایه‌گذار اوّلین حمام دوش ایران (در آباده در فارس) بود.[۸۵]
4. حبیب‌الله زانیج‌خواه یکی از پیشگامان صنعت چاپ و گراورسازی ایران بود.[۸۵]
5. عباس نعمت یکی دیگر از پیشگامان صنعت چاپ و گراورسازی، پایه‌گذار و همچنین، صاحب امتیاز اوّلیهٔ روزنامهٔ «تهران مصور».[۸۵]
6. جواد رأفت یکی از پیشگامان صنعت چای در ایران بود.[۸۵]
7. علی حداد همایونی یکی از پیشاهنگان صنایع سنگین فلزی در ایران بود.[۸۵]
8. فرهنگ مودت یکی از سرآمدان صنعت قندسازی در ایران بود.[۸۵]
9. جمال‌الدین خانجانی یکی از پایه‌گذاران نخستین کارخانهٔ تمام‌خودکار آجرسازی در ایران بود که پس از انقلاب ۱۳۵۷ به عنوان یک زندانی عقیدتی حبس شد.[۸۵][۸۷]
10. خلیل ارجمند یکی از پایه‌گذاران صنایع ارج (نخستین و بزرگ‌ترین تولیدکنندهٔ لوازم خانگی در ایران) بود.[۸۵][۸۸]
11. عطاالله بخشایش یکی از بنیان‌گذاران بیمارستان صحت و نیز مدرسهٔ تربیت تهران بود.[۸۵]
12. حبیب‌الله ثابت (ثابت‌پاسال) بازرگان، صنعت‌گر، پایه‌گذار نخستین کارخانهٔ نجاری ماشینی و (نیز) مبل در ایران بود. او همچنین بنیان‌گذار نخستین شبکهٔ تلویزیونی در ایران، پایه‌گذار برخی از کارخانه‌های گوناگون ایران (از جمله: پپسی‌کولا و جنرال تایر) بود.[۸۵][۸۹][۹۰]
13. مهدی میثاقیه تهیه‌کنندهٔ سینما، پایه‌گذار استودیو میثاقیه، مالک سینماهای کاپری و فرهنگ، و عضو هیئت مدیرهٔ اتّحادیهٔ صنایع فیلم ایران. او همچنین یکی از بنیان‌گذاران بیمارستان میثاقیه (که پس از انقلاب ۱۳۵۷، نامش به مصطفی خمینی، تغییر یافت) بود.[۸۵]
14. احمدعلی ابتهاج (عموی هوشنگ ابتهاج) یک سرمایه‌دار و صنعتگر بود.

برای فهرست کامل‌تر پیشگامان، بنیان‌گذاران و کارآفرینان و برخی از بهائیان سرشناس و کنش‌گر ایرانی در زمینه‌های گوناگون مانند اجتماعی، حقوق بشر، هنر، ادبیات، شعر، فلسفه و علم، ورزش‌کاران و قهرمانان و دین و عرفان و … بهائیان ایرانی را ببینید.